# IN THE SOOP : Friendcation
IN THE SOOP : Friendcation (koreanischer Originaltitel: 인더숲 : 우정여행) ist eine vierteilige südkoreanische Reality-Show, die ein Ableger der Formatreihe In the Soop ist, die mit BTS In the Soop und Seventeen In the Soop zwei weitere Shows umfasst. Die Premiere der Reality-Show fand am 22. Juli 2022 in Südkorea auf JTBC statt. Im internationalen Raum ist die Reality-Show in ausgewählten Ländern auf Disney+ verfügbar. Im deutschsprachigen Raum erfolgte die Erstveröffentlichung der Reality-Show durch Disney+ am 19. Oktober 2022.

## Handlung
Park Seo-joon, Choi Woo-shik, Park Hyung-sik, Peakboy und V bilden eine Gruppe von fünf Freunden und sind in der Unterhaltungsbranche als „Wooga Squad“ bekannt. Sie genießen jede Minute, die sie zusammen verbringen können, und V unterbreitet seinen Freunden einen unverhofften Vorschlag. Aus dieser Idee resultiert eine viertägige Freundschaftsreise, welche die fünf Freunde nach Goseong in Gangwon-do führt. Der Zuschauer begleitet die Freunde hautnah dabei, wie sie ihre Zeit gemeinsam verbringen und zu ihrem wahren Selbst finden. Dieser Reisebericht erzählt von der großen Freundschaft zwischen fünf Freunden, die füreinander mehr als eine Familie sind.

## Mitwirkende
- Park Seo-joon
- Choi Woo-shik
- Park Hyung-sik
- Peakboy
- V

## Episodenliste
| Nr. | Deutscher Titel                              | Originaltitel           | Erstausstrahlung (Südkorea) | Deutschsprachige Erstveröffentlichung (D/A/CH) |
| --- | -------------------------------------------- | ----------------------- | --------------------------- | ---------------------------------------------- |
| 1   | Ein plötzlicher Trip                         | 갑자기 여행             | 22. Juli 2022               | 19. Okt. 2022                                  |
| 2   | Freilassen                                   | 무장해제                | 29. Juli 2022               | 19. Okt. 2022                                  |
| 3   | Wir sind glücklicher, weil wir zusammen sind | 함께라서 더 즐거운 우리 | 5. Aug. 2022                | 19. Okt. 2022                                  |
| 4   | Guter Fehler                                 | Good Mistake            | 12. Aug. 2022               | 19. Okt. 2022                                  |